# Eclipse Public License
La Licencia Pública Eclipse (EPL) es una licencia de software de código abierto utilizada por la Fundación Eclipse para su software. Sustituye a la Licencia Pública Común (CPL) y elimina ciertas condiciones relativas a los litigios sobre patentes.
La Licencia Pública de Eclipse está diseñado para ser una licencia de software favorable a los negocios y cuenta con disposiciones más débiles que las licencias copyleft contemporáneas, como la Licencia Pública General de GNU (GPL). El receptor de programas licenciados EPL pueden utilizar, modificar, copiar y distribuir el trabajo y las versiones modificadas, en algunos casos están obligados a liberar sus propios cambios.
La EPL está aprobada por la Open Source Initiative (OSI), y aparece como una licencia de "software libre" por la Free Software Foundation (FSF).

## Compatibilidad
La EPL 1.0 no es compatible con la GPL, y un trabajo creado por la combinación de un trabajo licenciado bajo la GPL con un trabajo licenciado bajo la EPL no puede ser legalmente distribuido. La licencia GPL requiere que "[cualquier trabajo distribuido] que ... contenga o sea derivado del [GPL licenciado] Programa ... sea licenciado como un todo ... en los términos de la [GPL].", Y que el distribuidor "no imponga ninguna restricción más sobre el ejercicio de los derechos concedidos a los beneficiarios". El EPL, sin embargo, requiere que cualquier distribución del trabajo conceda a todos los destinatarios una licencia para las patentes que pudieran tener que cubrir las modificaciones que han hecho. Debido a que esto es una "restricción adicional" a los beneficiarios, la distribución de dicha obra en conjunto, no satisface la GPL.
El EPL, además, contiene una cláusula de represalias por patentes, que es incompatible con la GPL por las mismas razones.

## Obras derivadas
Según el artículo 1 (b), de la EPL, adiciones a la obra original pueden ser licenciadas de forma independiente, incluso bajo una licencia comercial, tales adiciones previstas son "módulos independientes de software" y no constituyen una obra derivada. Los cambios y adiciones que constituyen un trabajo derivado deben ser objeto de licencia en los mismos términos y condiciones de la EPL, que incluye la obligación de hacer el código fuente disponible.

## Versiones posteriores
Si una nueva versión del EPL se publica el usuario / contribuyente puede optar por distribuir el software bajo la versión con la que lo recibió o actualizar a la nueva versión.

## Comparación con la CPL
La EPL se basó en la CPL, pero hay algunas diferencias entre las dos licencias:
- La Fundación Eclipse sustituye a IBM como el Administrador del Acuerdo en la EPL
- La cláusula de patentes de la EPL ha sido revisada suprimiendo la frase de la sección 7 de la CPL[2]